# 內謝里夫
50°8′51″N 30°37′16″E / 50.14750°N 30.62111°E

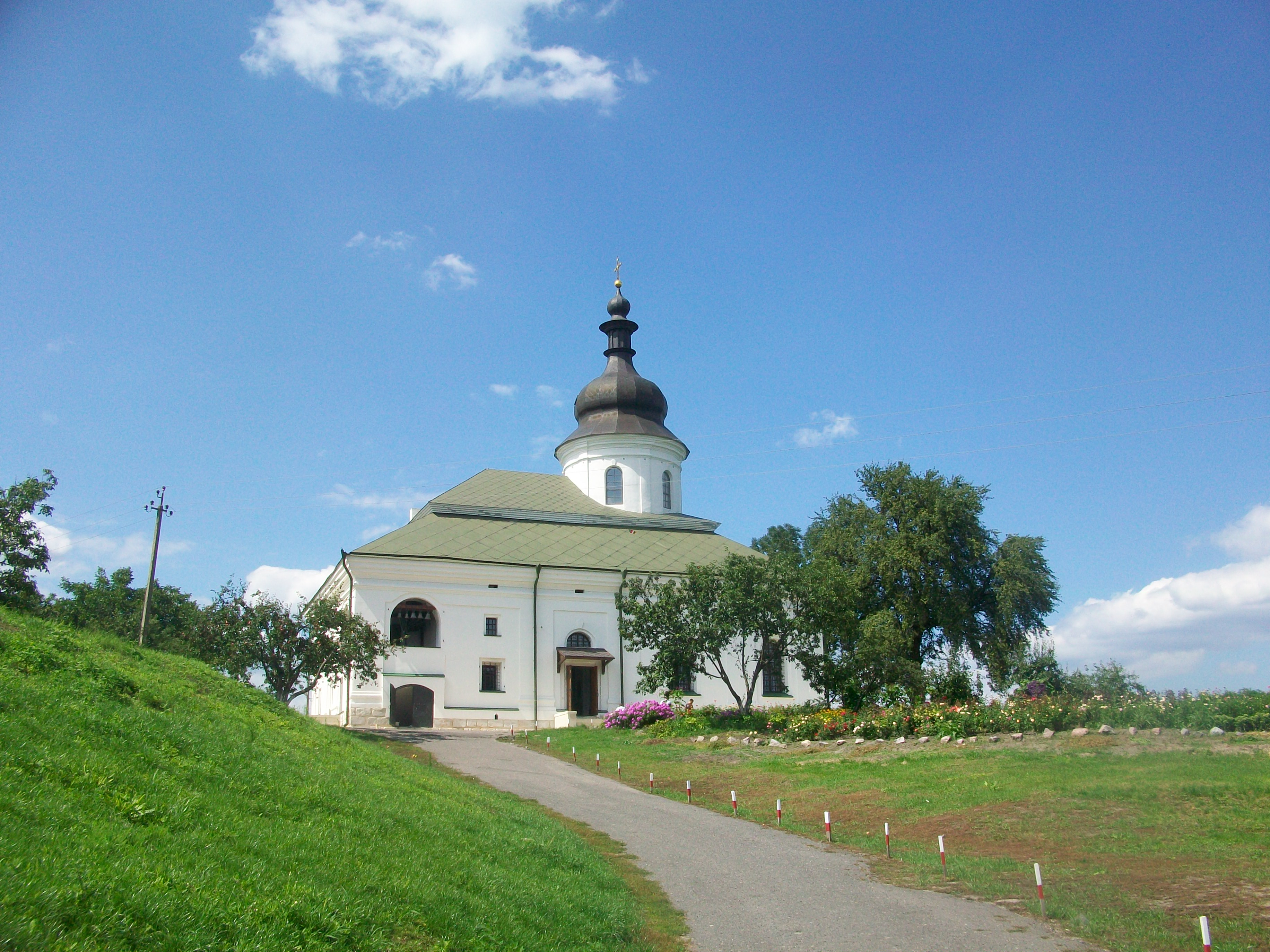
内谢里夫

內謝里夫（羅馬化：Neshcheriv）是位於烏克蘭中部的村落，隸屬基辅州奧布希夫區奧布希夫市鎮，距離奧布希夫約8公里，距離白采爾克瓦約66公里。該村始建於1605年，面積4平方公里，海拔高度137米，2001年人口454，人口密度每平方公里113.5人。